# Козубский, Александр Владимирович
Александр Владимирович Козубский (16 сентября 1906, Баку, Российская империя — 21 декабря 1971, Москва, РСФСР, СССР) — советский актёр театра и кино.

## Биография
Родился 16 сентября 1906 года в Баку.
Служил в Красной армии (1920—1922), затем после возвращения, работал чернорабочим, помощником плотника, позже и самим плотником на ж/д дороге. Продолжал работать вплоть до 1926 года, затем поступил в высшее театральное учебное заведение.
После поступления в ГИТИС, где в 1931 году получил диплом, Козубский отправился в труппу театра МХАТ 2-й, служил которому до 1933 года. После него служил в Ленинградском академическом театре драмы, театру Сатиры (1936—1944; 1950—1971), а также театру имени Станиславского и Немировича-Данченко (1948—1950).
По мимо театральной деятельности, много играл в кино. Снимался в таких советских фильмах, как «Яблоко раздора» в роли Степана Кормиги, отставного номенклатурного работника, в фильме «Брилиантовая рука» в роли Феденьки, официанта ресторана и других.
Скончался 21 декабря 1971 года на 66-м году жизни в Москве. Захоронен на Ваганьковском кладбище.

## Фильмография[3]
- 1962 — Яблоко раздора — Кормила
- 1966 — Фитиль № 53 — дядя Гриша в новелле «Срочная работа»
- 1967 — Дядя Коля идёт домой — дядя Коля
- 1968 — Бриллиантовая рука — Феденька, официант ресторана
- 1968 — Фитиль № 72 — гость в новелле «Петушок»
- 1969 — Фитиль № 80 — демагог в новелле «Демагог»
- 1970 — Фитиль № 92 — пациент в новелле «Коленка»
- 1971 — Когда море смеется — Кронин
- 1971 — Терем-теремок — пассажир автобуса
- 1972 — Визит вежливости — Февроний